# 바이오마커
바이오마커(영어: biomarker)는 일반적으로 단백질이나 DNA, RNA(리복핵산), 대사물질 등을 이용해 몸 안의 변화를 알아낼 수 있는 지표를 의미한다. 이러한 용어는 유기체의 존재를 알려주는 물질을 가리키는데도 사용된다. 게다가 생물의 형태는 특정 위치에 그들의 존재를 알려주는 지표 역할을 하는 DNA를 포함한 특별한 화학물질을 보관해 놓는 곳으로 알려져있다.
바이오 마커는 많은 과학적 분야에 이용되며 평범한 생물처리 과정, 병원성을 일으키는 과정, 치료를 위한 약리학의 과정을 측정하거나 평가하는 데도 쓰인다.

## 역사
"바이오마커"라는 단어의 사용은 1980년대 초반으로 거슬러 올라간다. 1998년에 미국 국립 보건원에서 바이오 마커에 대한 정의를 "생물처리 과정, 병원성을 일으키는 과정, 치료를 위한 개입의 반응단계인 약리학의 과정의 지표로서 평가되고 측정되는 특징"이라고 내렸다.

## 의약품

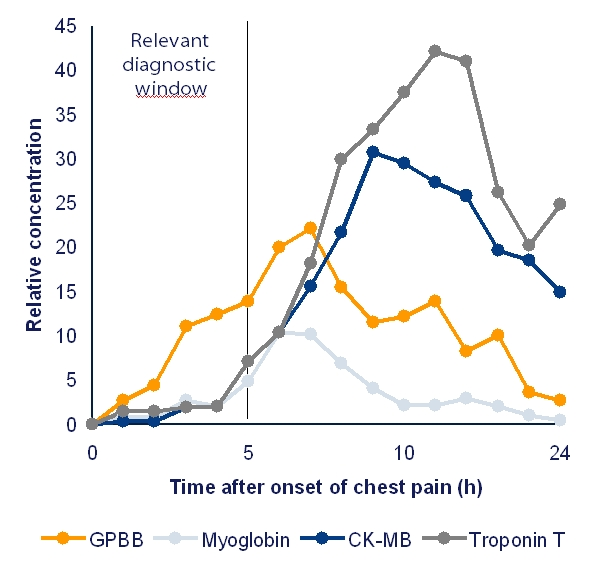
심장마비 후에 많은 종류의 바이오마커들이 언제 심장마비가 발생했고, 얼마나 심각했는지의 여부를 정확히 밝혀낸다.

의약품에서 바이오 마커는 건강의 다른 측면이나 장기의 기능을 검사하는 데 사용되는 추적가능한 물질을 의미하며, 예를 들어 rubidium chloride는 심장 근육의 관류를 평가하기 위한 방사성의 아이소타이프로 이용된다.
또한, 바이오 마커는 예를 들어 감염을 나타내는 항체의 존재를 파악하는 질병의 특정한 단계를 파악하는 물질로 이용될 수 있다. 좀 더 구체적으로, 바이오 마커는 병의 발전과 위험과 조응되는 단백질의 상태나 변화와 주어진 치료 방법에 대한 병의 민감도를 알려준다.
생화학적인 바이오마커는 초기 단계에서의 연구자들이 쉽게 접근 가능한 체액에서 근원이 되는 치료 단계에서 많이 이용된다. 정신분열병과 같은 질병의 유전적 원인을 찾는 유용한 방법은 임상적인 다양함과 다중 유전자적인 영향 요인에 대한 어려움을 극복할 수 있는 방법 중 하나인 내적 표현형이라고 불리는 바이오마커를 이용하는 것이다.
다른 바이오 마커는 뇌파 검사, 뇌자도를 이용한 뇌의 전류활동을 측정하는 것과, 자기 공명 영상법이나 타액검사를 이용한 뇌의 특정 지역을 측정하는 것에 기반을 두고 있다.

## 바이오마커의 승인 및 검증
기술 검증 절차
먼저 바이오 마커의 특징에 대해 알아보기 위해, 기술검증 절차는 특정 상황을 시행함으로써 장점들에 대해 파악할 수 있는 필수적인 단계이다. 많은 후보 바이오 마커들이 가장 적합하다고 판단되기 위해서는 많은 시도가 요구된다.
실험적 검증
이러한 단계는 일상적으로 바이오마커를 사용하기 위한 가장 적합한 프로토콜을 발전시키는 것을 가능하게 하며, 동시적으로 결과에 근거한 층을 규정하거나 다양한 방법들(조직학, PCR, 효소면역분석법)과 관련된 프로토콜의 상관성을 밝히는 데도 도움을 준다.
분석적 검증
정기적 시험을 실시하기 전 가장 중요한 단계인 후보 바이오 마커들의 특징들을 알아내기 위해 고려되는 기준들은 다음과 같다 :
- 민감도
- 구체성
- 응용성
- 정확성
- 반복성 ...
http://www.fda.gov/downloads/Drugs/NewsEvents/UCM300731.pdf
프로토콜 표준화
검증된 프로토콜에서 최적화단계는 일상적으로 이루어지는데 잠재적인 위험을 통제하고 발견하기 위해서 전체 과정을 살피는 중요한 관점에서의 분석은 필요하다.

## 세포생물학
세포생물학에서 바이오마커는 특정한 세포 종류의 고립과 발견을 가능하게 하는 분자를 의미한다.(예를 들어 Oct-4라는 단백질은 배아줄기세포를 판별해낼 수 있는 바이오마커로서 이용된다).
유전학에서 바이오 마커는 특정 질병을 유발시키는 DNA 구조 또는 질병에 잘 걸리기 쉬운 경향을 의미한다.

## 지질학과 우주생물학
지질학이나 우주생물학의 분야에서 바이오마커는 유기체의 존재, 과거와 현재를 나타내는 분자 수준의 물질이 될 수 있으며,또한 생물학적 징후를 나타내는 용어로도 알려져있다. 그리고 바이오마커라는 용어는 석유의 발전에서 생물학적인 진화를 묘사할 때도 사용된다.

## 환경독성학
환경독성학에서 바이오 마커는 위해요소 또는 환경이나 유기체에 존재하는 비생체성분을 발견하는 데 이용한다.

## 같이 보기
- 생물 지표